# 조리기구

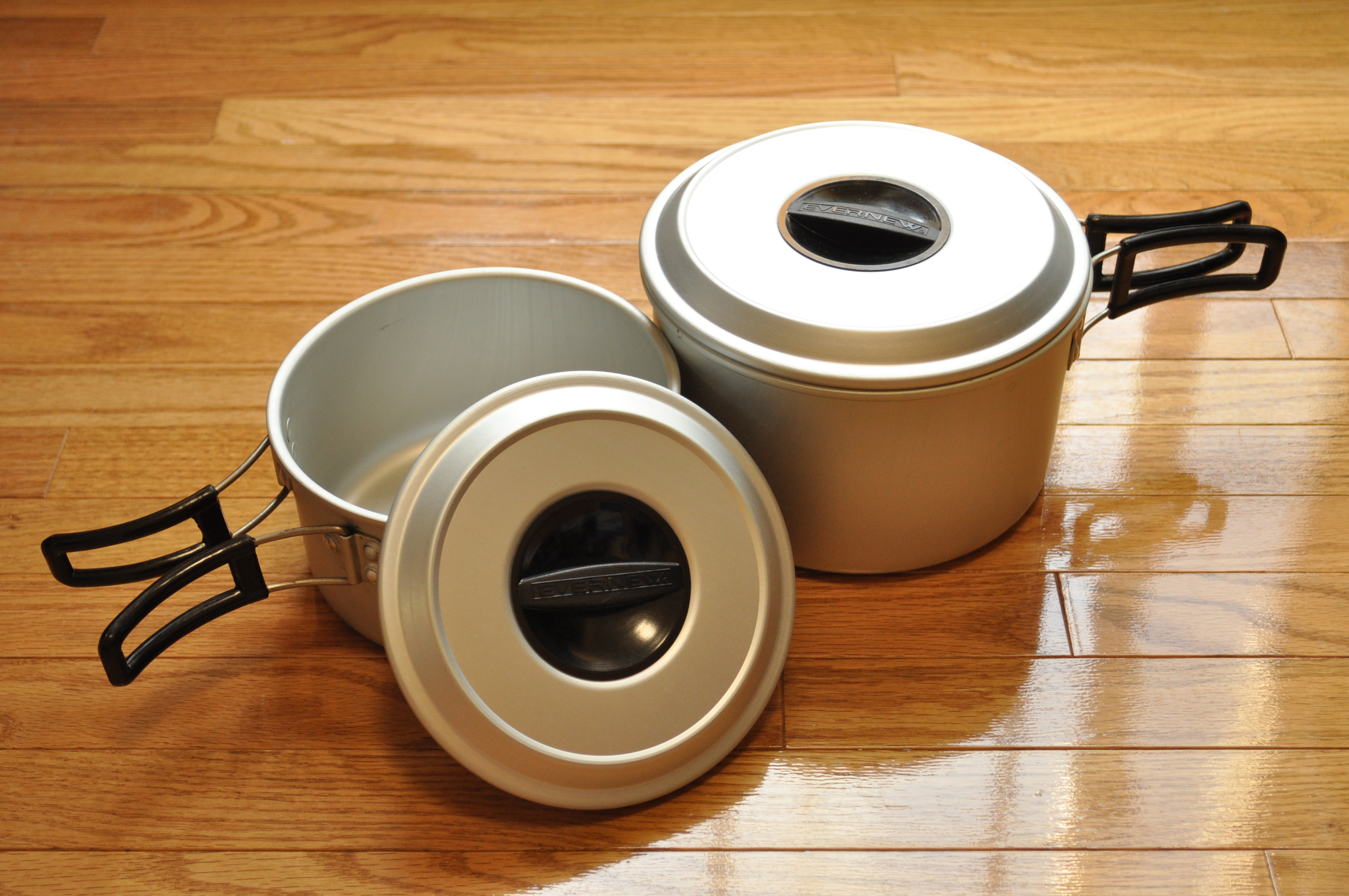
알루미늄 조리기

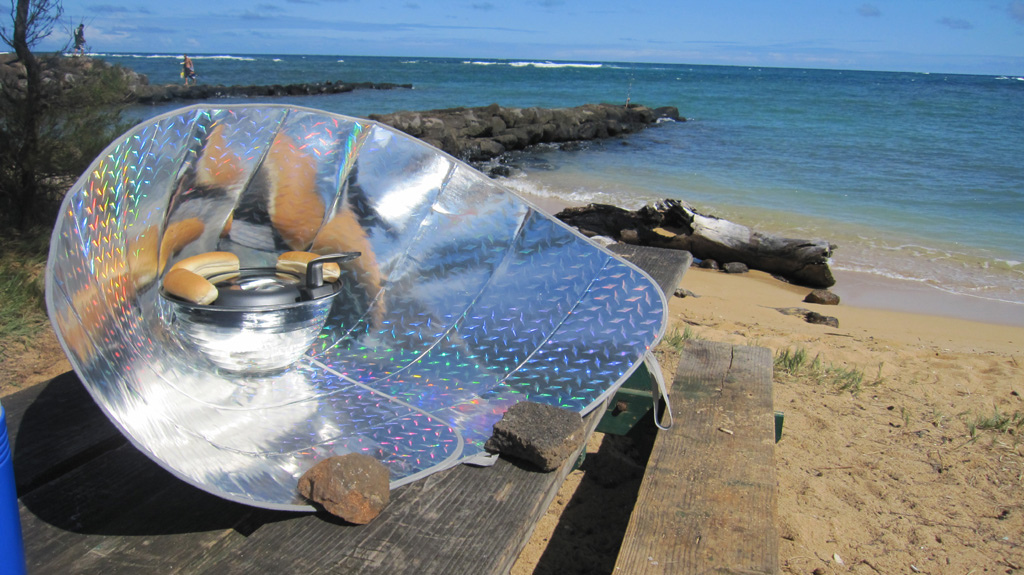
태양열 조리기로 조리되고 있는 핫도그

조리기구, 조리기 또는 쿠커(cooker)는 음식을 조리하기 위해 사용되는 여러 종류의 기구나 장치를 가리킨다. 부엌에서 쓰이는 가열기는 열원(熱源)으로서 가스나 전기가 이용됨에 따라 열을 손실없이 사용할 수 있는 구조를 갖거나 자동조절기구가 달린 것도 많아졌다.

## 종류
- 가스레인지
- 인덕션레인지
- 풍로
- 압력 조리
- 밥솥 (자동솥)
- 전기찜솥
- 토스터
- 전자레인지
- 믹서, 주서
- 에어 프라이어
- 그릴
- 제빵기
- 튀김기
- 에스프레소 머신
- 찜기
- 구이판
- 반합
- 오븐
- 사모바르
- 전기찜솥
- 탄두르
- 와플기
- 커피메이커
- 주전자

## 같이 보기
- 식기세척기
- 조리사